# Villmar
Villmar település Németországban, Hessen tartományban. Lakosainak száma 6730 fő (2023. december 31.).

## Népesség
A település népességének változása:
| Lakosok száma | 6772 | 6756 | 6699 | 6775 | 6730 |
|               | 2017 | 2019 | 2021 | 2022 | 2023 |